# Avelia Horizon
L'Avelia Horizon, plus connu sous les noms propres à la SNCF TGV M (« M » pour « modulable »), et encore sous son nom de projet TGV du futur ou TGV 2020,, et plus récemment TGV inOui 2025, est la 5e génération des trains à grande vitesse de la SNCF (TGV) fabriqué et commercialisé par Alstom. 
La première rame de présérie est sortie d’usine en décembre 2022, et devrait entrer en service commercial à la SNCF à partir de 2026 et jusqu'à 2033 (voire au-delà si d'autres rames supplémentaires sont commandées).

## Histoire
En 2015, la SNCF lance un appel d'offres et un programme de sélection d'un partenaire pour la conception d'une nouvelle génération de trains à grande vitesse, sous forme d'un « partenariat d’innovation ». Le 7 septembre 2016, la SNCF et Alstom signent un accord pour concevoir et construire les trains, la phase de conception devant être achevée à la fin de 2017 pour une entrée en service en 2022. La SNCF précise que les nouveaux trains doivent être au moins 20 % moins cher à l'achat, avoir de plus faibles coûts de fonctionnement, économiser 20 % en énergie, et transporter davantage de passagers que les TGV Duplex. Pour atteindre cet objectif, Alstom rationalise les coûts de production en utilisant des composants standards faisant partie de la gamme Avelia, cette gamme ayant pour vocation d'être vendue à l'international. Cela se différenciant de la pratique habituelle de la SNCF qui commandait les TGV sur mesure et non selon une gamme de produit, ce qui a comme effet d'augmenter les coûts (dus à la conception).
En juillet 2018, la conception terminée et le produit baptisé officiellement Avelia Horizon, la SNCF passe à Alstom une commande de 100 rames, pour un coût de 2,7 milliards d'euros. La fabrication doit démarrer à l'automne 2019, les premiers essais sont attendus pour l'été 2021 et la livraison des premiers trains pour 2023. Les arrivages se feront jusqu'en 2033 et pourraient se poursuivre au-delà, la SNCF ayant déjà posé une option pour 100 rames supplémentaires.
Le 17 juillet 2020, deux ans après l'achat de 100 rames, Alstom a présenté le premier chaudron de ce nouveau TGV, qui devrait être prêt pour les Jeux olympiques de Paris 2024, sachant que les livraisons ne doivent commencer qu'à l’hiver 2022-2023. Les premières photos du TGV M, prises à l'usine Alstom d'Aytré - La Rochelle, ont été diffusées sur le compte Twitter du directeur de Voyages SNCF, Alain Krakovitch. Le nez de la première motrice est dévoilé dans l'usine Alstom de Belfort en mai 2021, présentant une similitude avec ceux de la gamme cousine des Avelia Liberty,.
Le 19 août 2022, Alstom annonce avoir reçu de SNCF une commande supplémentaire de 15 rames quadri-tension, soit un total de 115 rames commandées. Les premières livraisons devraient avoir lieu fin 2024, et 12 livraisons sont prévues par an jusqu'en 2036.
En décembre 2022, un TGV M rejoint le circuit d'essai ferroviaire de Velim, en République tchèque, pour des essais,.

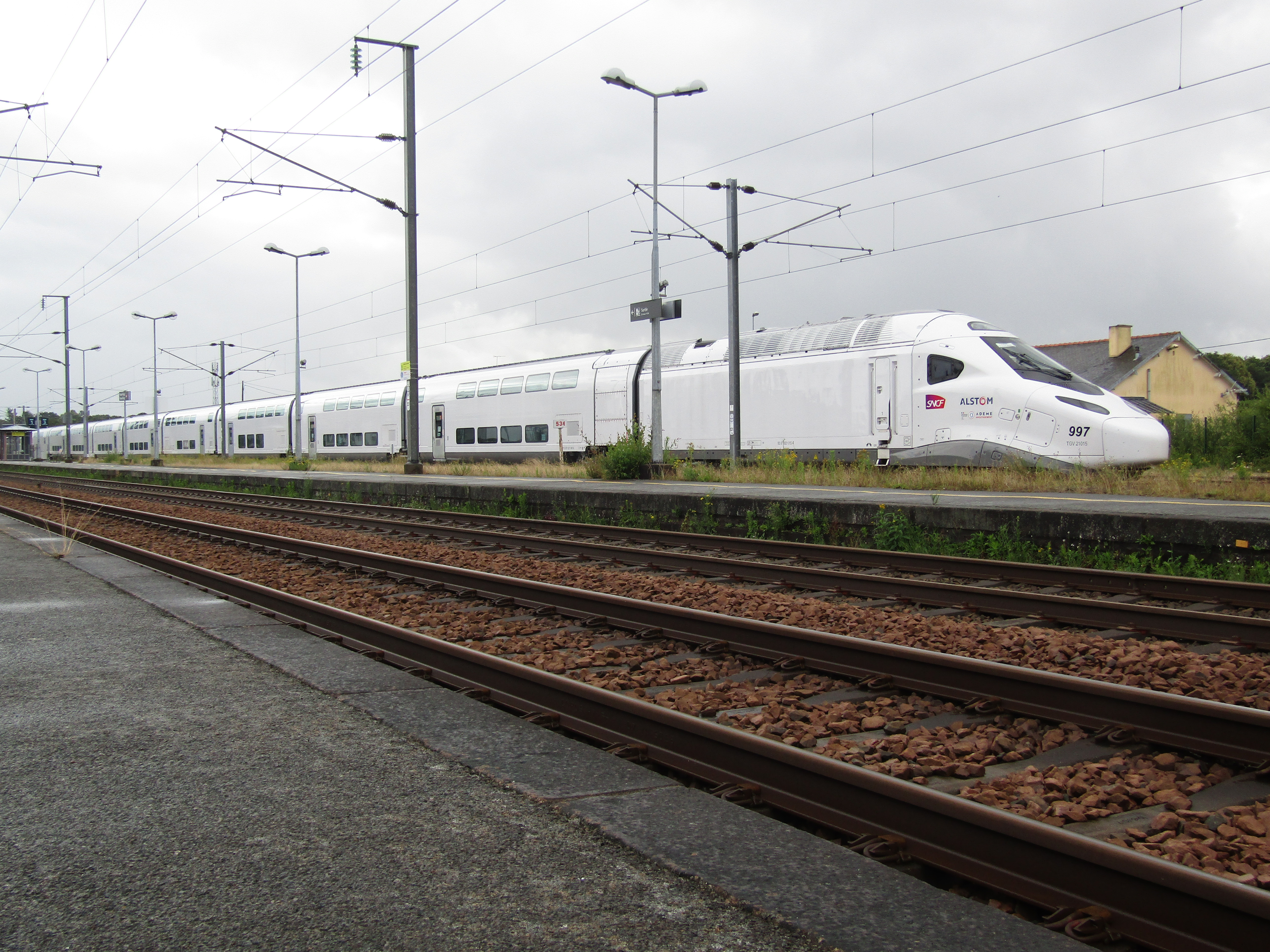
La rame no 997 stationnée en gare de Plouaret-Trégor, lors d'une campagne d'essais en juillet 2023.

En juillet 2023, une campagne d'essais se déroule sur le réseau ferré national en vue de l'homologation des rames sur ce dernier ; par exemple, la section Plouaret – Morlaix de la ligne de Paris-Montparnasse à Brest est utilisée.
En septembre 2023, deux rames sont décorées pour leurs essais d'une livrée issue d'un concours interne auprès des employés de la SNCF et d'Alstom,.
En juin 2024, la start-up Proxima signe un protocole d'accord avec Alstom pour l'acquisition de 12 rames pour la desserte de l'axe Atlantique à l'horizon 2028,. En octobre 2024, Alstom reçoit une commande ferme de Proxima pour 12 rames,.  Leur première rame est livrée le 1er juillet 2025 en même temps que le renommage de la start-up désormais appelée Velvet.
En octobre 2024, l'Office national des chemins de fer marocain signe un protocole d'accord avec Alstom pour l'acquisition de 18 rames pour la desserte de la LGV Kénitra - Marrakech à l'horizon 2030 dans le cadre de la coupe du monde de football 2030 qu'il coorganise,. L'offre ferme est déclenchée le 26 février 2025.

## Conception

### Plateforme
Le TGV M repose sur des composants standardisés de la gamme à très grande vitesse d'Alstom, Avelia Horizon. Il est également équipé de capteurs et outils de mesure permettant d'évaluer l'usure d'une pièce, voire l'auto-dépannage partiel en ligne. Cela permet de prédire sa durée de vie et d'optimiser l'entretien.

### Composition
L'Avelia Horizon est une rame articulée composée de deux motrices encadrant sept à neuf voitures à deux niveaux (aussi appelées remorques de par la conception spécifique des bogies), grâce à une modularité possible,.
Toutes les générations de TGV reposant sur le principe de rame articulée, les bogies sont placés entre les voitures alors que les deux motrices possédent deux bogies, les voitures d'extrémités nécessitent un bogie supplémentaire, il a fallu, pour permettre de standardiser au maximum la fabrication des chaudrons des voitures, concevoir un module nommé greffon. Placé en porte à faux sur chaque caisse d'extrémité, il permet au sous-ensemble de s'adapter au bogie idoine. En conséquence, la motrice contiguë a été raccourcie par transfert d'éléments dans le greffon. Ce module embarque des dispositifs de stockage d'énergie (batterie électrochimique de 700 volts) permettant au TGV M de continuer à rouler lors d'une coupure électrique ainsi qu'une continuité de service bien plus importante à l'arrêt (éclairage, climatisation, sonorisation, air comprimé, ..).
|                 | Caisse 1  | Caisse 2  | Caisse 3  | Caisse 4  | Caisse 5  | Caisse 6  | Caisse 7  | Caisse 8  | Caisse 9  | Caisse 10 | Caisse 11 |
| --------------- | --------- | --------- | --------- | --------- | --------- | --------- | --------- | --------- | --------- | --------- | --------- |
| Rame 9 caisses  | Motrice 1 | Voiture 1 | Voiture 2 | Voiture 3 | Voiture 4 | Voiture 5 | Voiture 6 | Voiture 7 | Motrice 2 |           |           |
| Rame 10 caisses | Motrice 1 | Voiture 1 | Voiture 2 | Voiture 3 | Voiture 4 | Voiture 5 | Voiture 6 | Voiture 7 | Voiture 8 | Motrice 2 |           |
| Rame 11 caisses | Motrice 1 | Voiture 1 | Voiture 2 | Voiture 3 | Voiture 4 | Voiture 5 | Voiture 6 | Voiture 7 | Voiture 8 | Voiture 9 | Motrice 2 |

### Aménagement intérieur
L’équipement intérieur des rames, conçu par les agences Nendo (en) et AREP, est dévoilé le 6 septembre 2023. Dans un aspect modulaire, une voiture peut être convertie d'un aménagement première classe en seconde classe après une nuit en centre de maintenance, augmentant sa capacité de 20 % ; ainsi, une rame de 9 voitures peut transporter jusqu'à 740 voyageurs,,.
Le confort, la climatisation et l'isolation thermique ont également été réétudiés. Les voyageurs ont accès notamment à du haut débit.
De plus, les rames devraient être recyclables à 97 %.
L'aménagement réel des rames est présenté le 11 mars 2025 lors d'une présentation de la rame no 1007.
La voiture-bar, nommée bistro par la compagnie, est conçue sur deux niveaux avec mezzanine. Le niveau inférieur est un espace libre service où les clients récupèrent leurs repas et payent par un système de borne. Le niveau supérieur est aménagé en lieu de consommation avec 28 places assises.

#### Accessibilité pour les PMR
Des espaces ont été conçus et aménagés pour les personnes à mobilité réduite (PMR). Une plateforme possède un système de levage pour permettre l'accès autonome dans la voiture à partir d'une hauteur de quai de 55 cm pour se rendre dans une place PMR élargie. A partir de quais de 76 cm (Belgique, Pays-Bas, Allemagne, Royaume-Uni...), une rampe d'accès doit être mise en place pour les fauteuils roulants, avec l'aide du suspension active de cette voiture (jusqu'à 627 mm). Les toilettes sont conçues pour permettre l'accès en autonomie. La voiture-bar n'est pas accessible pour les fauteuils roulants.

### Motorisation
La puissance totale est de 8 000 kilowatts (11 000 ch), ce qui donne aux trains une capacité de vitesse de pointe en service de 360 km/h (la SNCF prévoit une exploitation à 320 km/h car plus la vitesse augmente, plus l'usure est grande et le modèle économique retenu en France rendrait donc les quelques minutes gagnées non rentables pour l'entreprise),.
Le TGV M est également équipé du freinage par récupération permettant une réduction de la consommation énergétique et une diminution du bruit lors du freinage.
Les TGV M ne seront utilisables en UM (unités multiples) qu'entre eux et ne seront donc pas compatibles avec les autres générations. En effet, comme indiqué plus haut, la capacité à circuler hors alimentation et/ou pantographe abaissé ne permet pas un couplage en unité multiple avec une autre génération.
Le train a été conçu pour diminuer la consommation énergétique. L'aérodynamique ainsi que l'utilisation de matériaux plus légers ont été étudiés afin d'améliorer les performances.

## État du matériel

### Opérateur
| Opérateur      | Rames commandés | Mise en service |
| -------------- | --------------- | --------------- |
| SNCF Voyageurs | 115             | Début 2026      |
| Velvet         | 12              | Horizon 2028    |
| ONCF           | 18              | Horizon 2028    |

### Parc matériel
| Rame | Motrices | Mise en service  | Radiation | Livrée       | STF | Baptême (date) |
| ---- | -------- | ---------------- | --------- | ------------ | --- | -------------- |
| 99   | ?        | Prévue pour 2028 |           | Velvet       |     |                |
| 996  | 21013/14 | Prévue pour 2026 |           | Blanc/neutre |     |                |
| 997  | 21015/16 | Prévue pour 2026 |           | Blanc/neutre |     |                |
| 998  | 21017/18 | Prévue pour 2026 |           | Rame d'essai |     |                |
| 999  | 21019/20 | Prévue pour 2026 |           | Blanc/neutre |     |                |
| 1003 | 22003/04 | Prévue pour 2026 |           | Blanc/neutre |     |                |
| 1005 | 22009/10 | Prévue pour 2026 |           | TGV M        |     |                |
| 1006 | 22011/12 | Prévue pour 2026 |           | TGV M        |     |                |
| 1007 | 22013/14 | Prévue pour 2026 |           | TGV M        |     |                |
| 1008 | 22015/16 | Prévue pour 2026 |           | TGV M        |     |                |
| 1999 | 41019/20 | Prévue pour 2026 |           | Blanc/neutre |     |                |

## Galerie de photographies

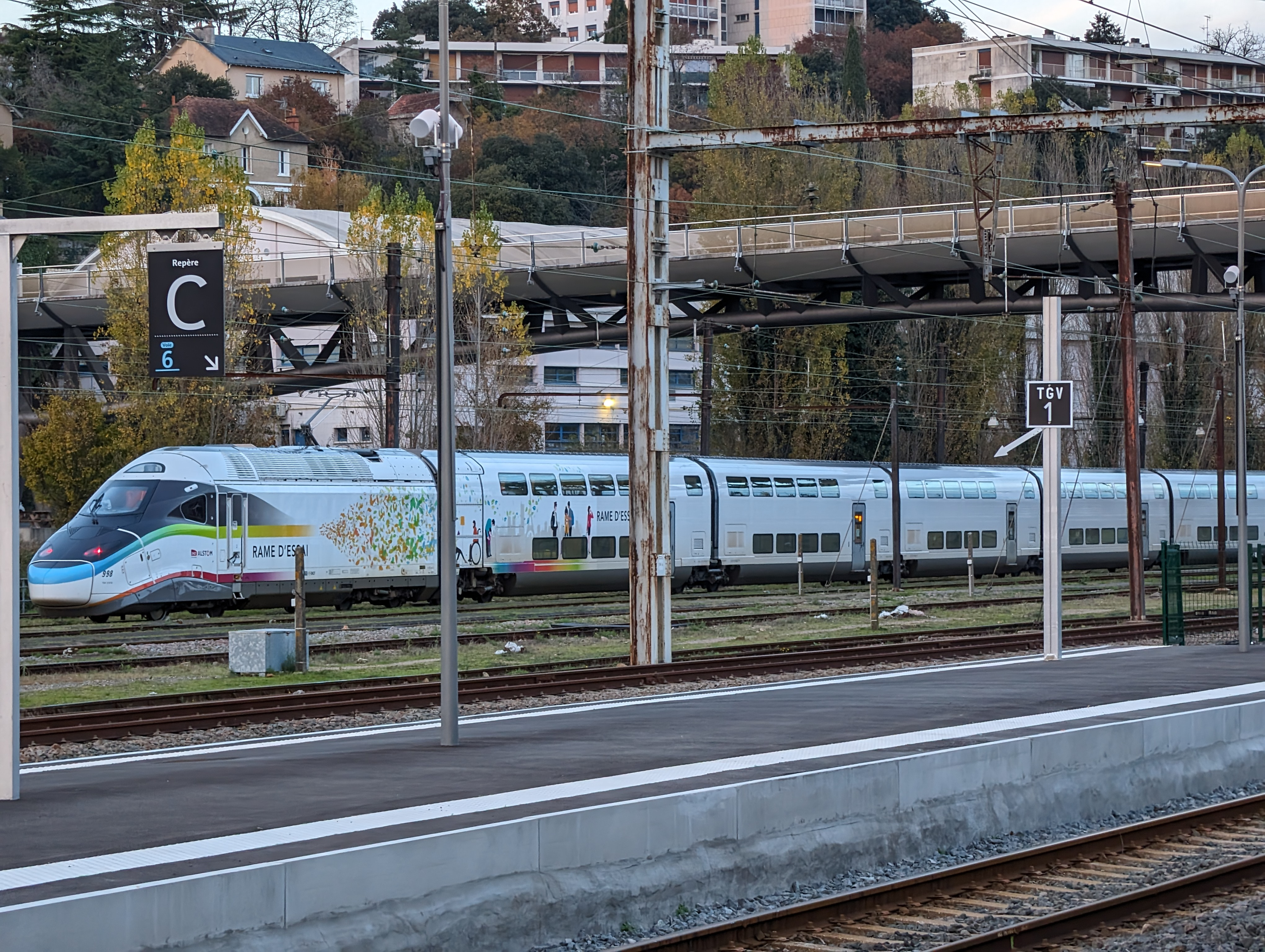
La rame no 998 en gare de Poitiers, avec une livrée « Rame d'essai ».
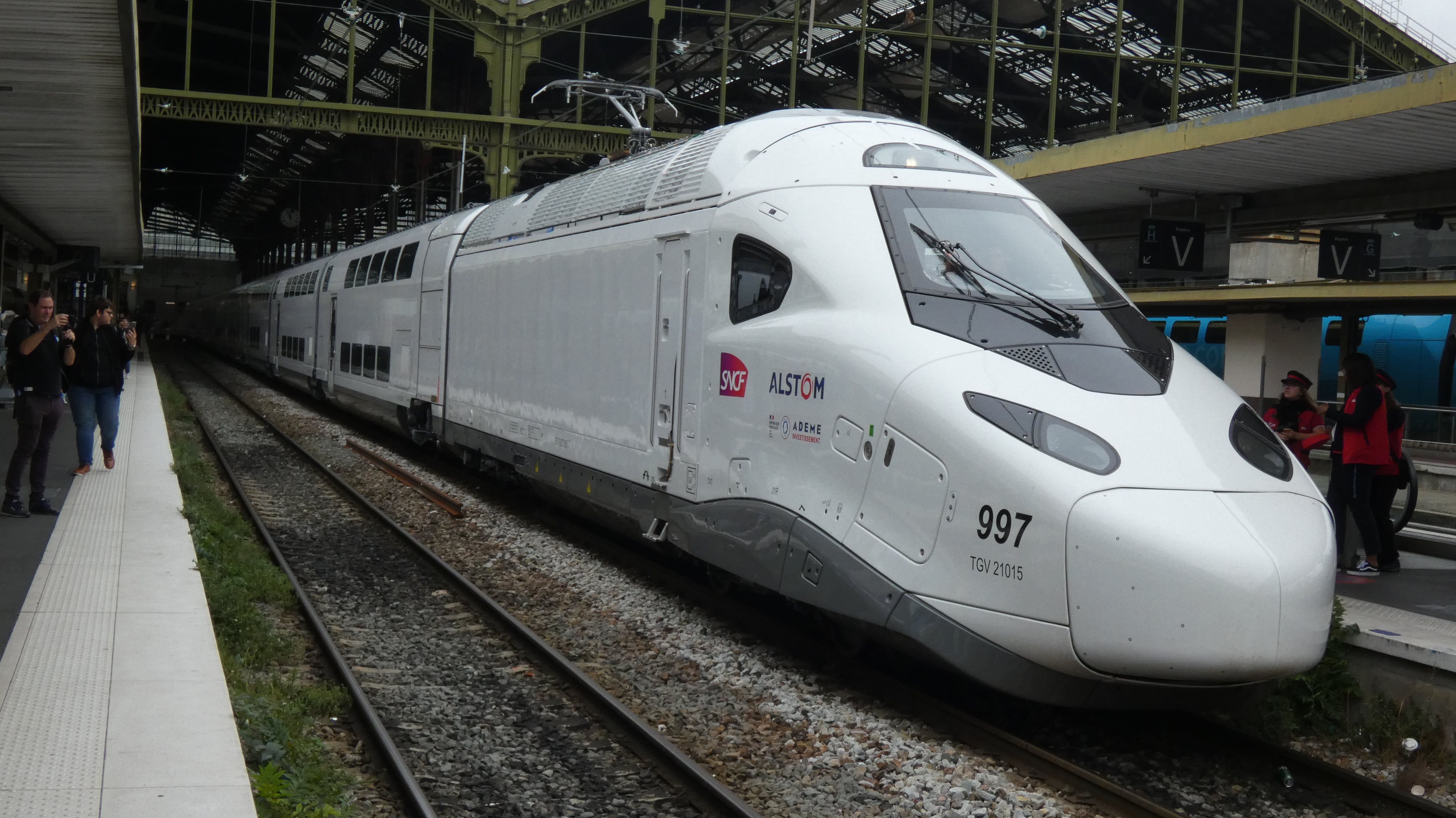
Présentation de la rame no 997 à Paris-Gare-de-Lyon.
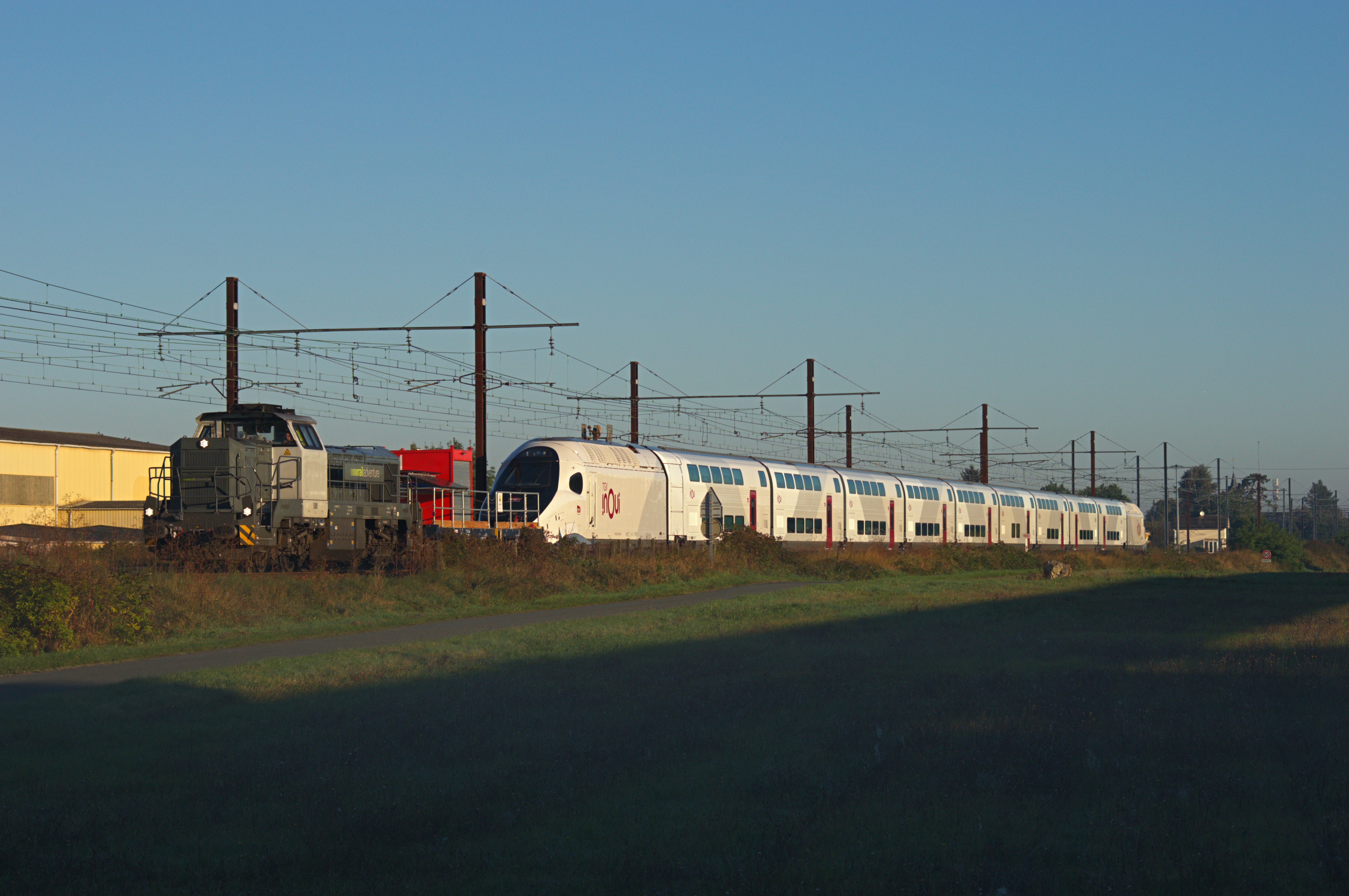
La rame no 1005 sur la PO, acheminée par RailAdventure.